# 랭글리 (버지니아주)

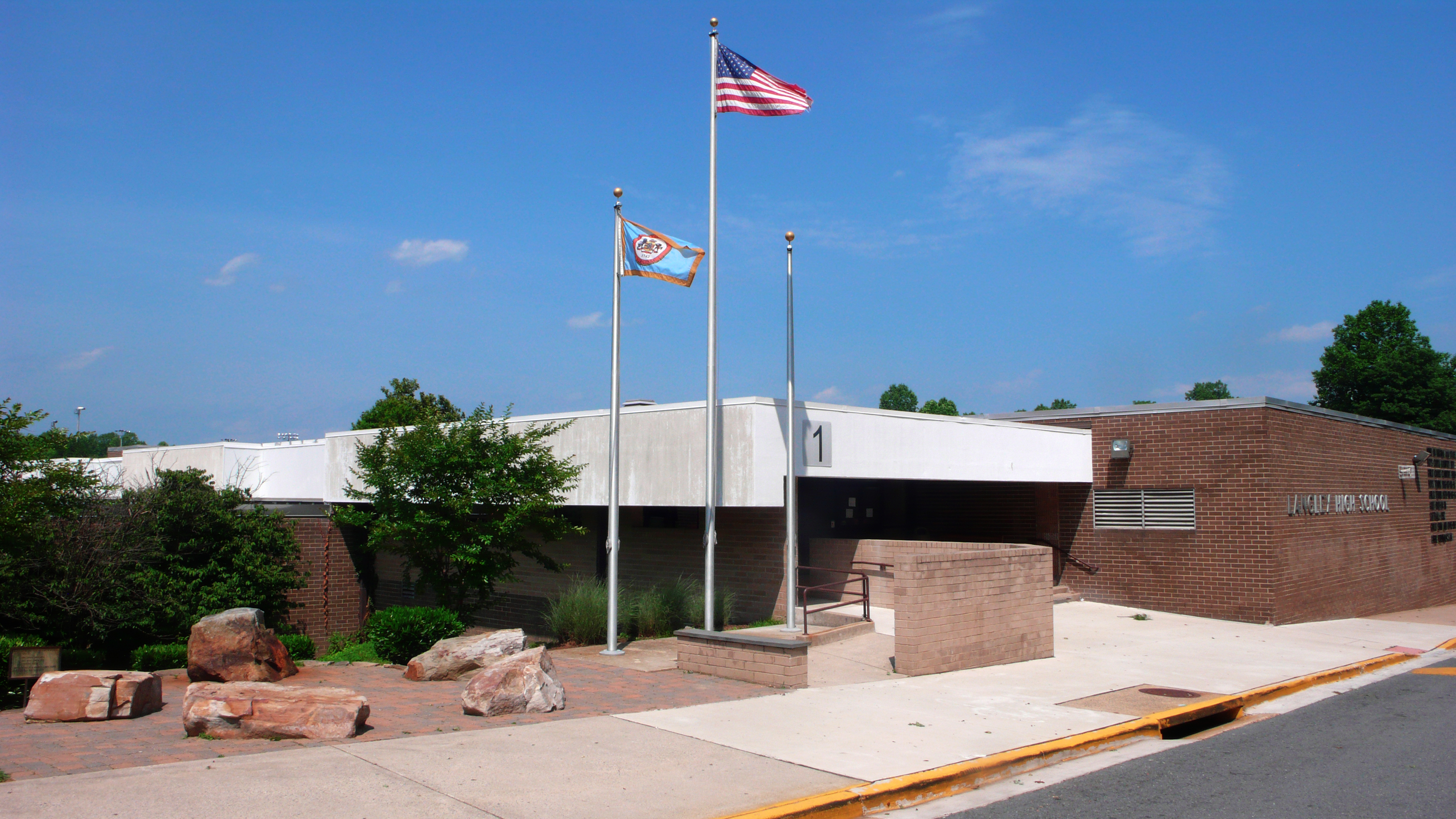
랭리 고등학교

랭리(영어: Langley)는 미국 버지니아주 페어팩스 군에 위치한 도시로, CIA 본부가 있는 것으로 잘 알려져 있다.